# Alt St. Paul

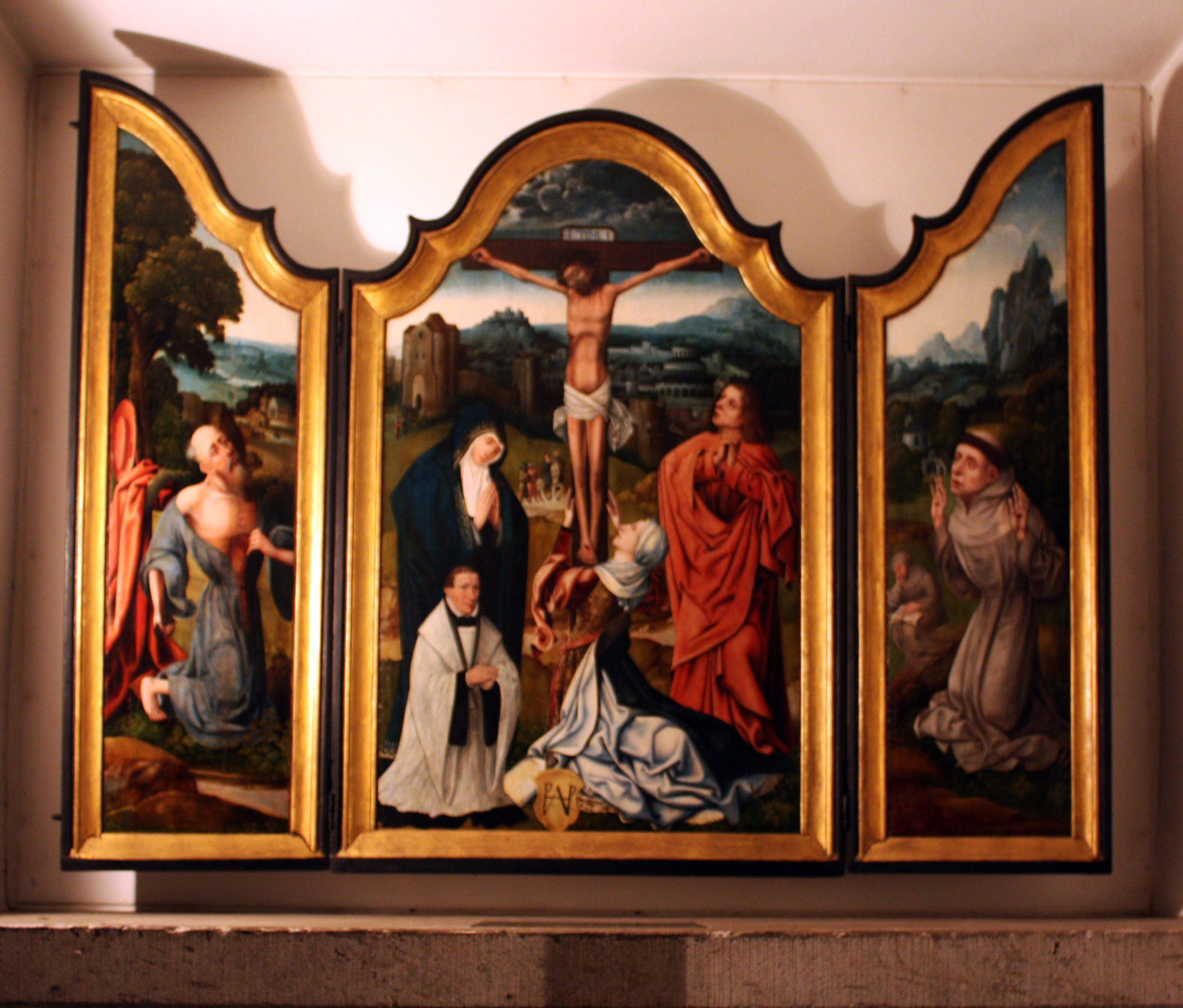
Triptychon aus St. Paul (1560)

St. Paul ist der Name einer ehemaligen romanischen Pfarrkirche und Pfarrei der mittelalterlichen Stadt Köln, die später der Stiftskirche St. Andreas unterstand. Sie war anfänglich ein einschiffiger Saalbau der östlich St. Andreas vorgelagert war. Sie wurde in der Franzosenzeit 1803 geschlossen und 1807 niedergelegt.

## Entstehung
Möglicherweise war ein Pfarrbezirk St. Paulus schon vor der Stadterweiterung von 1106 der Stiftskirche St. Andreas angegliedert. Die auf engem Raum zwischen der Straße und der Immunität der Stiftskirche stehende kleine Kirche, soll nach Gelenius schon um 980 auf Geheiß Erzbischof Warins errichtet worden sein. In den Kölner Quellen erschien sie 1151/65 unter der Bezeichnung „S. Pauli Hermanus“.

### Beschreibung

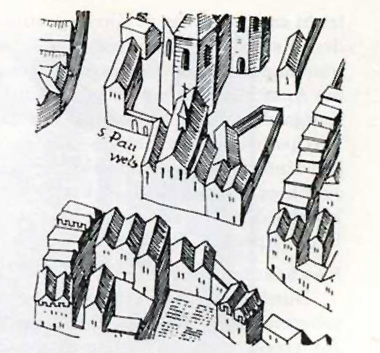
St. Paul (Mercator 1571)

Der bescheidene Saalbau mit einem ungefähren Grundmaß von 7 × 14 m lag mit seinem Ostgiebel in der Straßenflucht.
Eine erste Erweiterung erfolgte im Jahr 1369 durch den Anbau eines südlichen Seitenschiffs, welchem 1472 eine Erweiterung des Hauptschiffes folgte. Aufgrund umfangreicher Schenkungen wurde das Südschiff ersetzt und an der Nordseite ebenfalls ein Seitenschiff angebaut. Die nun dreischiffige Kirche wurde 1476 durch den päpstlichen Legaten für Deutschland, Alexander, geweiht. 1491 wurde das Bauwerk ausgewölbt und erhielt an der Nordseite einen Sakristeianbau, über dem eine dem heiligen Erasmus geweihte Kapelle eingerichtet wurde. 1497 stiftete die Witwe „Hermans von Oy“ eine größere Summe für Holzarbeiten am Bauwerk, und am Beginn des 16. Jahrhunderts erfolgten Stiftungen zum Kirchenunterhalt. Für das Jahr 1654 wurden weitere Baumaßnahmen erwähnt, jedoch fehlen nähere Angaben.
Nach Abschluss aller Erweiterungen und Umbauten war auf trapezförmigem Grundriss ein Ensemble nebeneinander liegender Schiffe entstanden, welches mit einer Breite von 5 Ruten, und einer Tiefe von 42 Fuß angegeben wurde. Das Gesamtbauwerk hatte nach einem Plan aus dem Jahr 1702 drei gleichgerichtete Satteldächer und hatte wohl schon um 1654 (der Mercatorplan zeigt noch einen Dachreiter) auf der Westseite des Hauptschiffes einen gedrungenen Turm mit geschweiftem Helm erhalten.
Die Pfarrei St. Paul war mit einer Michaelsvikarie des Andreasstifts verbunden.

### Umfeld
An der Südseite der Kirche befand sich als Durchgang ein zweibogiges Immunitätstor der Stiftskirche, welches von bronzenen Knabenfiguren flankiert wurde. Der Eingang und angrenzender Kirchhof von St. Paul lagen an der Westseite des Sträßchens Andreaskloster, die Ostseite soll mit großen Fenstern ausgestattet gewesen sein. Das Pfarrhaus lag anfänglich auf der Südseite der Komödienstraße, ab 1479 auf der Ostseite der Marzellenstraße.

## Nachfolge
Das Patrozinium wurde später auf die 1908 geweihte neugotische Pfarrkirche St. Paul im Kölner Stadtbezirk Innenstadt, übertragen. Die im Jahr 1936 erfolgten Grabungen anlässlich eines Neubaus im Andraskloster, brachten die Erkenntnis einer ehemals halbrunden Apsis an der Westseite des vergangenen Gebäudes. Einige der Teile der ehemals reichhaltigen Ausstattung St. Pauls, sind erhalten und befinden sich heute in der Kirche St. Andreas.